# Cardiochiles aterrimus
Cardiochiles aterrimus är en stekelart som beskrevs av Fischer 1958. Cardiochiles aterrimus ingår i släktet Cardiochiles och familjen bracksteklar. Inga underarter finns listade.